# On the Milky Road
En la vía láctea (Na mlečnom putu, en serbocroata) es una película dirigida por Emir Kusturica en 2016 y protagonizada por Monica Bellucci y el propio Kusturica
Durante la guerra de los Balcanes, Kosta, un lechero, abastece de leche a los soldados en el frente.
Su vida es tranquila a pesar de los sobresaltos de la guerra.
Llega al lugar una bella y enigmática mujer, a la que llaman "La novia", pues está comprometida con uno del pueblo a quien no conoce. El objetivo de La novia es vivir una vida tranquila, lejos de los azares de su pasado, pero Kosta y ella se enamoran.La novia es perseguida por unos sicarios con el objetivo de matarla. Kosta y ella huyen y son perseguidos. Al final La novia muere y Kosta dedica el resto de su vida a mantener viva su memoria.
Todo ello está narrado en clave surrealista, con elementos simbólicos y del realismo mágico.
Es fundamental en esta película el papel de los animales, que a veces actúan como personas y se convierten en los auténticos protagonistas
A pesar de sus muchas nominaciones, la película no tuvo éxito ni entre el público,  ni entre la crítica. Se le reprochó a Kusturica un ejercicio vano y autocomplaciente.
- Datos: Q18639593